# Chilomycterus
Chilomycterus es un género de peces de la familia Diodontidae, del orden Tetraodontiformes. Este género marino fue descrito por primera vez en 1846 por Brisout de Barneville.

## Especies
Especies reconocidas del género:
- Chilomycterus antennatus (G. Cuvier, 1816)
- Chilomycterus antillarum D. S. Jordan & Rutter, 1897
- Chilomycterus reticulatus (Linnaeus, 1758)
- Chilomycterus schoepfii (Walbaum, 1792)
- Chilomycterus spinosus (Linnaeus, 1758)
  - C. s. mauretanicus (Y. Le Danois, 1954)
  - C. s. spinosus (Linnaeus, 1758)

### Lectura recomendada
- Shiino, Sueo M. 1976. List of Common Names of Fishes of the World, Those Prevailing among English-speaking Nations. Science Report of Shima Marineland, no. 4. 262.
- Eschmeyer, William N., ed. 1998. Catalog of Fishes. Special Publication of the Center for Biodiversity Research and Information, no. 1, vol 1-3. 2905.